# Charles Mathias, Jr.
Charles Mathias, Jr. (Frederick, 1922. július 24. – Chevy Chase, 2010. január 25.) az Amerikai Egyesült Államok szenátora (Maryland, 1969–1987).